# Lucillella asterra
Lucillella asterra är en fjärilsart som beskrevs av Grose-smith 1898. Lucillella asterra ingår i släktet Lucillella och familjen Riodinidae. Inga underarter finns listade i Catalogue of Life.